# 313 aC
El 313 aC va ser un any del calendari romà. prejulià. A la República i a l'Imperi Romà es coneixia com l'Any del consolat de Mugil·là i Brut (o també any 441 ab urbe condita o de la Fundació de Roma). La denominació «313 aC» per a aquest any s'ha emprat des de l'edat mitjana, quan el calendari Anno Domini va ser el mètode prevalent a Europa per a anomenar els anys.

## Esdeveniments

### Antiga Grècia. Guerra dels diàdocs
- Ofel·les, militar macedoni, era governador de Cirene en nom del rei egipci Ptolemeu I segurament fins aquest any, quan els cirineus es revolten. Ptolemeu envia al general Agis, que reprimeix la revolta, però quan les tropes es retiren, Ofel·les aconsegueix tot el poder i actua com a sobirà independent, aprofitant el sentiment del poble que no estava d'acord amb el domini egipci.[2]
- Ptolemeu, nebot d'Antígon Monoftalm, aconsegueix dur a Grècia a Cassandre i suprimeix una rebel·lió contra el seu oncle.[3]
- Asandre de Cària, general macedoni, es pot mantenir en el poder amb l'ajut egipci i macedoni fins aquest any, quan Antígon Monoftalm l'ataca personalment i l'obliga a rendir-se, fent-li signar un tractat on l'exigeix de llicenciar el seu exèrcit i restablir la llibertat de les ciutats gregues de la costa. A més, la seva satrapia de Cària havia d'entendre-la com una donació del rei i ha de deixar el seu germà Agàton com a ostatge.[4]
- Antígon Monoftalm aconsegueix apartar les ciutats gregues del seu suport a Cassandre, excepte Corint (on governava Polipercont) i Sició (on governava Cratesípolis, la vídua d'Alexandre Polipercont) i a la guerra que va seguir, la causa de Cassandre va anar perdent posicions fins a la pau de l'any 311 aC.[5]

### Antiga Roma
- Aquest any són elegits cònsols Luci Papiri Cursor Mugil·là i Gai Juni Bubulc Brut.[6]
- Els cònsols estableixen a Satícula, una ciutat del Sàmnium, una colònia romana de dret llatí.[7]
- Derrota final dels auruncs. Davant els atacs dels sidicins, els auruncs van evacuar la seva capital, Aurunca i es van refugiar a la veïna Suessa, uns 8 km al sud, que van fortificar. El sidicins van destruir Aurunca que ja no va ser mai més reconstruïda. Van establir la capital a Suessa, on els romans hi van situar una colònia. Els auruncs perden la seva identitat i desapareixen.[8]
- Gai Petili Libó Visol és nomenat dictador[9] amb Marc Fosli Flaccinàtor com a magister equitum.
- Els romans eren a Boviànum i van saber que la ciutadella de Fregellae havia estat capturada pels samnites. Aixequen el setge i es dirigeixen a Fregellae que reconquereixen sense lluita, perquè els samnites l'havien evacuat la nit abans. Protegeixen el lloc amb una forta guarnició i retornen a Campània per ocupar Nola. Quan hi arriben la població es retira darrere els murs. Els romans destrueixen les edificacions i els suburbis per acostar-se més fàcilment a la ciutat, i finalment ocupen Nola. Titus Livi diu que no se sap si el conqueridor va ser el dictador Gai Petili o el cònsol Gai Juni. També diu que tots els que ho atribueixen al cònsol diuen que ell també va conquerir Atina i Calàcia, i que el nomenament de Petili com a dictador va ser breu i degut a una epidèmia. Els romans estableixen colònies a Suessa (antiga ciutats dels auruncs) i a Pòntia (illa habitada pels volscs). El Senat autoritza una colònia a Interamna que no es va establir fins a l'any següent.[10]

## Necrològiques
- Aecides, rei de l'Epir. Els epirotes, cansats de la influència de Cassandre i del domini macedoni, tornen a posar Aecides al tron. Cassandre envia un exèrcit comandat per Filip que derrota Aecides en dues batalles, i a la darrera va morir. Alcetes II és proclamat rei.[11]